# Mallotus dispersus
Mallotus dispersus är en törelväxtart som beskrevs av Paul Irwin Forster. Mallotus dispersus ingår i släktet Mallotus och familjen törelväxter. Inga underarter finns listade i Catalogue of Life.